# Manon Deketer
Manon Deketer (* 8. Juni 1998 in Dunkerque) ist eine französische Judoka. Sie gewann bei den Mittelmeerspielen 2018 und den Weltmeisterschaften 2022 jeweils eine Bronzemedaille.

## Sportliche Karriere
Manon Deketer kämpft seit 2012 im Halbmittelgewicht, der Gewichtsklasse bis 63 Kilogramm.
Bei den Mittelmeerspielen 2018 in Tarragona unterlag sie im Viertelfinale der Italienerin Edwige Gwend, erkämpfte sich aber mit zwei Siegen in der Hoffnungsrunde eine Bronzemedaille. Drei Monate später wurde sie Fünfte bei den Junioren-Europameisterschaften.
Ende 2021 gewann Deketer ihren ersten französischen Meistertitel. Bei den Weltmeisterschaften 2022 in Taschkent unterlag sie im Halbfinale der Kanadierin Catherine Beauchemin-Pinard, den Kampf um die Bronzemedaille gewann die Französin gegen die Polin Angelika Szymańska.